# Amelungstraße 1 (Quedlinburg)

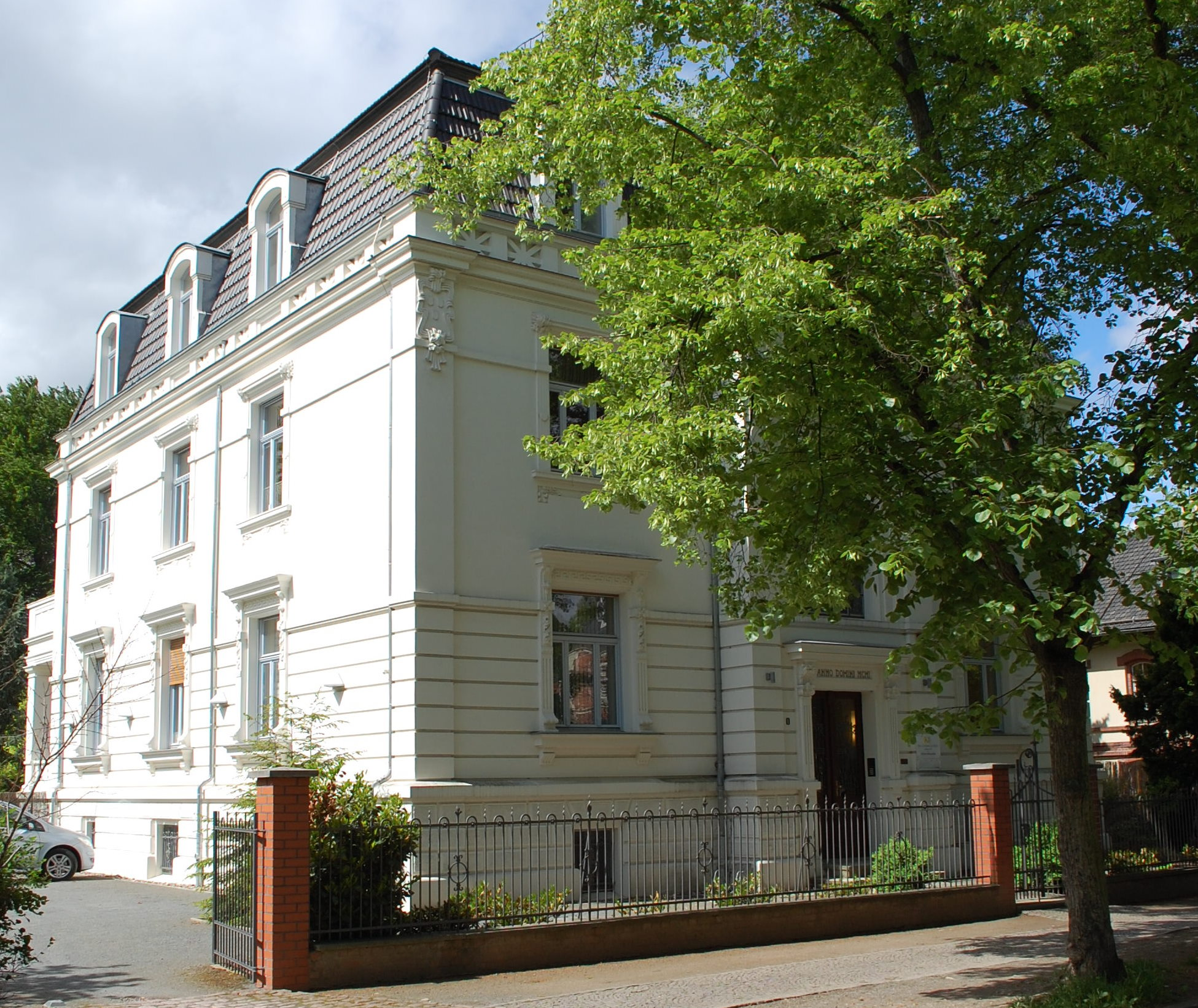
Amelungstraße 1

Das Haus Amelungstraße 1 ist eine denkmalgeschützte Villa in der Stadt Quedlinburg in Sachsen-Anhalt.

## Lage
Die Villa befindet sich in der Nähe des linken Bodeufers. Etwas weiter östlich führt die Vossbrücke über den Fluss.

## Architektur und Geschichte
Der Bau des Hauses erfolgte im Jahr 1901. Bauherr war der Gymnasialprofessor Selmar Kleemann. Als Architekt war der Quedlinburger Max Schneck tätig. Die Fassadengestaltung des verputzten Gebäudes lehnt sich an barocke Vorbilder an. Die Dekorationen aus Putz sowie die mit Ornamenten verzierten Fenster gehören zu den frühen Beispielen des Jugendstils in Quedlinburg.
Die innere Gestaltung ist zu großen Teilen erhalten. Ebenfalls zum Denkmalensemble gehören die Grundstücksumzäunung und der Garten.